# Pray (cântec)
Pray este cel de-al treilea single digital al cântăreței japoneze Ayumi Hamasaki lansat pe 27 ianuarie 2014 de către casa de discuri Avex Trax. A fost folosit ca temă principală a filmului animat BUDDHA 2.